# Zuata (José Gregorio Monagas)
Zuata est l'une des six divisions territoriales et statistiques dont l'une des cinq paroisses civiles de la municipalité de José Gregorio Monagas dans l'État d'Anzoátegui au Venezuela. Sa capitale est Zuata.

## Géographie

### Hydrographie
La paroisse a pour limite sud le fleuve Orénoque, qui sert de frontière avec l'État voisin de Bolívar.

### Relief
Le territoire est marqué par plusieurs éminences, parmi lesquelles les cerros Atascosa, Las Babas, La Cruz, La Muchacha, La Orejana, Las Patillas, Los Pilones et La Vaina ; les altos El Cuero, La Dormida, La Hormiga, Matajey et Nuevo Mundo.

### Démographie
Hormis sa capitale Zuata, la paroisse civile possède plusieurs localités dont :
- Zuata